# Jean Ier de Courtenay-Champignelles
Pour les articles homonymes, voir Jean Ier.
Jean Ier de Courtenay, né en 1226, mort le 20 août 1270, archevêque de Reims (1266-1270), duc et pair de France, fils de Robert Ier de Courtenay, seigneur de Champignelles et de Mahaut ou Mathilde de Mehun. Par son grand-père Pierre Ier de Courtenay, il est membre d’une branche cadette des Capétiens.

## Biographie
Il prit part à la huitième croisade en 1270 et mourut à Tunis le 20 août de la même année. Il avait un frère Guillaume qui devint, à son décès, seigneur de Claye.
« Jean de Courtenay, seigneur en partie de Baillet & de Cloïes près Meaux, étoit chanoine de Chartres en 1251. chanoine & archidiacre de Paris en 1255. qu'il plaidoit avec son évêque, ensuite chanoine & chevecier d'Orléans, puis chanoine de Reims dont il fut élu archevêque, duc & pair de France, après trois ans ou environ de vacance : Guillaume de Bray, cardinal de saint Marc, avoit été son compétiteur. Il en fut mis en paisible possession par un bref du pape Clément IV. du 6. octobre 1266. Il reçut en 1269. dans la plaine de Douzy l'hommage que trois chevaliers lui firent au nom de l'évêque de Liège, pour la châtellenie de Boüillon, & gagna en la même année un procès contre les bourgeois & habitans de Reims, suivant les registres du parlement : il tint le lundi avant l'Ascension 1270. un concile provincial, contre les prévôts ou baillis des seigneurs laïques, qui malgré les immunitez ecclésiastiques, s'emparoient des biens meubles des gens d'église, & il y fut conclu qu'ils seroient excommuniez, si après avoir été avertis, ils ne s'abstenoient de ces violences ou ne les réparoient pas. Dans la même année il accompagna saint Loüis à son voïage d'Afrique avec l'évêque de Langres, & par un ancien registre de la chambre des comptes, rapporté par Marlot, l'on apprend que ces deux prélats avoient à eux deux trente chevaliers, pour lesquels l'archevêque touchoit quatre mille livres, & l'évêque trois mille, qu'ils avoient leur nourriture à l'hôtel du roi, & qu'on leur donna un navire tout appareillé pour le transport. L'archevêque mourut dans cette expédition le 20 août 1270 suivant l'obituaire de Reims, le 23 selon d'autres. »